# Atxuri (tramway de Bilbao)
Atxuri (anciennement gare de Bilbao-Atxuri) est une station de la ligne A du tramway de Bilbao au Pays basque.

## Situation

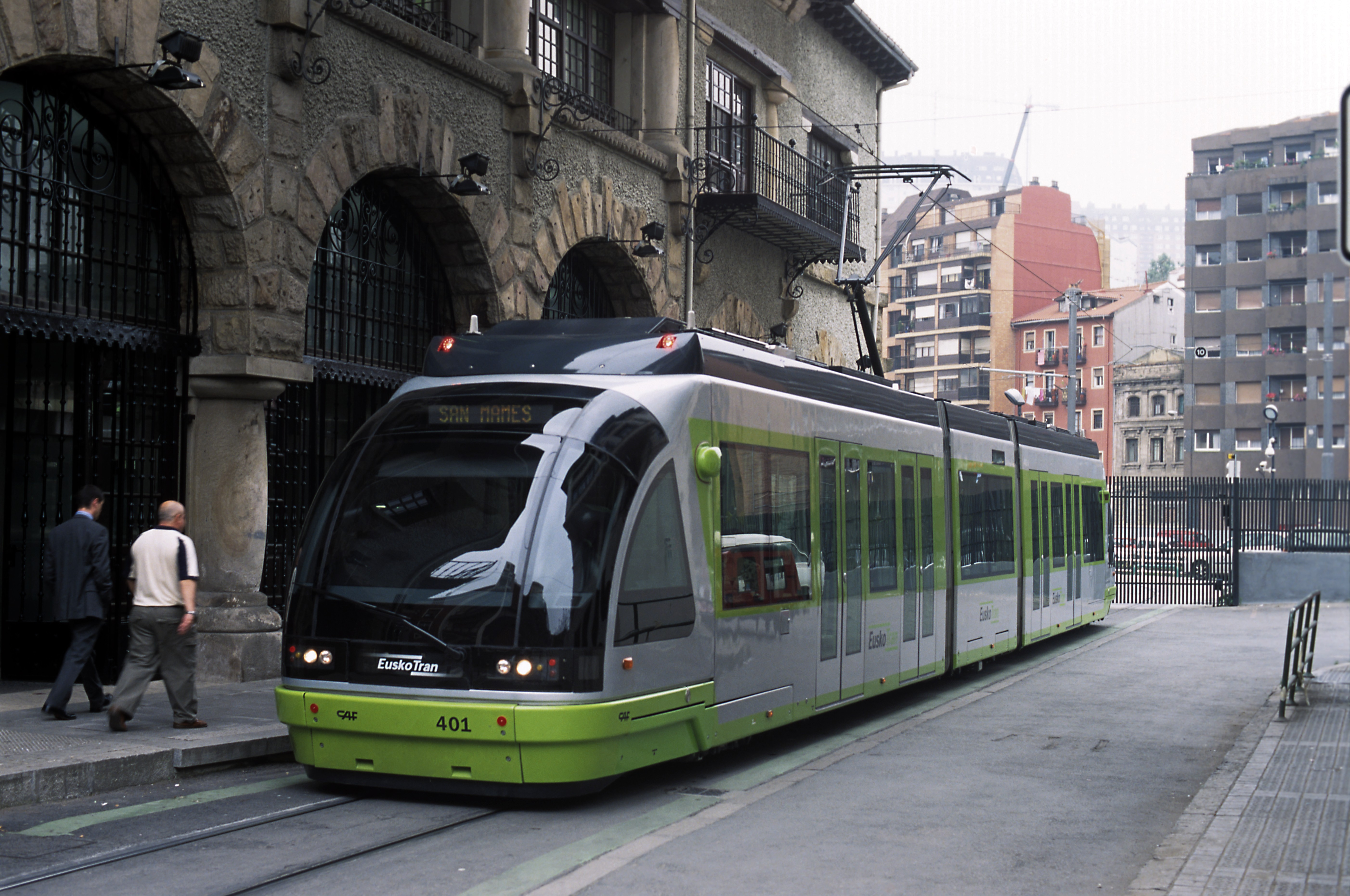
Une rame du tramway au départ devant la gare d'Atxuri.

La station est établie en surface avec une voie unique sur la rue bordant le nord-ouest de l'ancienne gare. Elle constitue le terminus au sud-est de la station Ribera.

## Histoire
À l'entrée de la gare, sur le nom de l'ancien opérateur, Ferrocarriles Vascongados, existe une représentation de blasons de la Biscaye et du Guipuscoa, entrelacés avec celui de l'Alava et les chaînes du blason de la Navarre. Ceci est dû au fait que, lors de la construction de cette gare, la compagnie Ferrocarriles Vascongados avait prévu l'acquisition de Ferrocarril Vasco-Navarro, et qui ne s'est finalement pas produite.
L'actuel bâtiment de la gare de Bilbao-Atxuri a été édifié en 1913 en remplacement du terminal original de 1882, trop petit pour faire face à l'accroissement constant de trafic de la ligne. De style néobasque, il a été conçu par l'architecte Manuel María Smith. 
La station de tramway est inaugurée le 18 décembre 2002, lors de la mise en service de la première ligne de tramway entre Atxuri et Uribitarte.
Le 9 septembre 2019, la gare d'EuskoTren d'Atxuri est fermée au trafic avec la mise en service de la nouvelle ligne de chemin de fer entre les gares de Etxebarri et le Casco Viejo, qui dessert les quartiers de la rive droite de la ria avec les gares de Otxarkoaga, Txurdinaga, Zurbaranbarri et Uríbarri. La gare n'est désormais plus desservie que par le tramway.

## Service des voyageurs

### Ancienne desserte

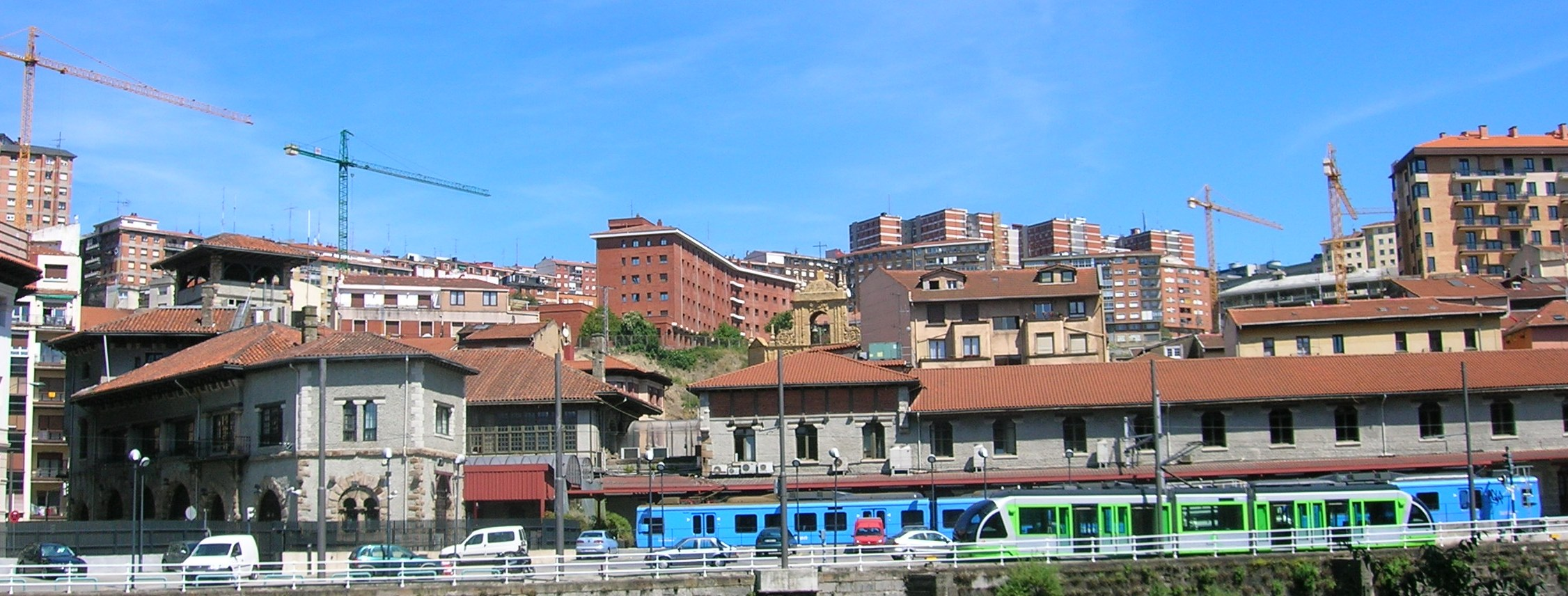
Vue extérieure de la Gare de Bilbao-Atxuri.

| Ligne     | Destination                        | Nom  |
| --------- | ---------------------------------- | ---- |
| EuskoTren | Bilbao-Atxuri - Ermua              | FEVE |
| EuskoTren | Bilbao-Atxuri - Donostia-Amara     | FEVE |
| EuskoTren | Bilbao-Atxuri - Estación de Bermeo | FEVE |
| EuskoTran | Bilbao-Atxuri - Basurto            | FEVE |

### Intermodalité
La station est en correspondance avec les lignes 40, 77 et G7 du réseau d'autobus Bilbobus.